# Renate Bellmann
Renate Bellmann (* 24. Oktober 1924 in Neuhausen/Erzgebirge; † 1999 in Tübingen) war eine deutsche Rechtswissenschaftlerin und Bibliothekarin.

## Wirken
Renate Bellmann studierte von 1943 bis 1948 Rechtswissenschaft an den Universitäten Göttingen und Leipzig. 1948 legte sie das Staatsexamen ab und promovierte 1950 an der Universität Leipzig. Von 1949 bis 1952 absolvierte sie die Ausbildung für den höheren Bibliotheksdienst an der Staats- und Universitätsbibliothek Dresden, der Deutschen Bücherei Leipzig und der Öffentlichen Wissenschaftlichen Bibliothek Berlin, wo sie 1952 ihre Fachprüfung ablegte. Ihre berufliche Tätigkeit im Bibliothekswesen begann 1952 an der Universitäts- und Landesbibliothek Halle/S. bzw. der Universitätsbibliothek Leipzig. Seit 1953 leitete sie die Bibliothek des Deutschen Instituts für Rechtswissenschaft in Potsdam. 1958 wurde die stellvertretende Direktorin der Universitätsbibliothek Leipzig, 1959 Leiterin der Bibliothek der Hochschule für Bauwesen ebd. Nach einer kurzen Tätigkeit an der Bibliothek des Instituts für Weltwirtschaft in Kiel leitete sie dann von 1961 bis 1979 die Bibliothek des Juristischen Seminars der Eberhard-Karls-Universität Tübingen.
Während ihres Ruhestands erarbeitete sie eine umfangreiche "Bibliographie handels-, gesellschafts- und wirtschaftsrechtlicher Dissertationen von 1950 bis 1980".

## Schriften
- Die Ordination des evangelischen Pfarrers. Dissertation Universität Leipzig 1950.
- Das bibliothekarische Werk Georg Leyhs. Institut für Bibliothekswissenschaft und wissenschaftliche Information. Berlin 1951.
- Die Bibliothek des Deutschen Instituts für Rechtswissenschaft. In: Zentralblatt für Bibliothekswesen, Bd. 67 (1953), S. 476–480.
- Bericht über den weiteren Aufbau der Bibliothek des Deutschen Instituts für Rechtswissenschaft. In: Zentralblatt für Bibliothekswesen, Bd. 70 (1956), S. 446–450.
- (Mitarb.): Universitätsbibliothek, Karl-Marx-Universität. Leipzig 1959.
- Die Universitätsbibliothek als zentrale Hochschulbibliothek in den Jahren 1945–1958. In: Josef Schleifstein (Hrsg.): Festschrift zur 550-Jahr-Feier Karl-Marx-Universität Leipzig. Leipzig 1959, S. 215–219.
- Registerband / Handbuch der Bibliothekswissenschaft, hrsg. von Georg Leyh. 2. Aufl. Harrassowitz, Leipzig 1965.

- Juristische Register. In: Wolfgang Dietz (Hrsg.): Festschrift für Hildebert Kirchner zum 65. Geburtstag. Beck, München 1985, S. 9–19, ISBN 3-406-31013-3.
- Bibliographie handels-, gesellschafts- und wirtschaftsrechtlicher Dissertationen von 1950 bis 1980 (= Motive, Texte, Materialien, Bd. 37). Müller Juristischer Verlag, Heidelberg 1986, ISBN 3-8114-2686-9.